# Concamarise
Concamarise là một đô thị ở tỉnh Verona trong vùng Veneto của Ý, có cự ly khoảng 100 km về phía tây nam của Venice và khoảng 30 km về phía đông nam của Verona. Tại thời điểm ngày 31 tháng 12 năm 2004, đô thị này có dân số 1.044 người và diện tích là 7,9 km².
Đô thị Concamarise có các frazione (đơn vị cấp dưới) Capitello.
Concamarise giáp các đô thị: Bovolone, Cerea, Salizzole, và Sanguinetto.